# Izsákfalva
Izsákfalva (1892-ig Zsákóc, szlovákul Žakovce, németül Eisdorf) község Szlovákiában, az Eperjesi kerület Késmárki járásában.

## Fekvése
Késmárktól 7 km-re délnyugatra, a Poprád mellett fekszik.

## Története
1209-ben említik először „Isaac” néven, ezzel a Szepesség egyik legrégibb települése. A falut a tatárjárás után szászokkal telepítették be, akik rezet és higanyt bányásztak. Előbb a 16 szepesi városhoz tartozott, majd a Szepesi vár jobbágyvárosa lett. 1263-ban „Iszak”, 1317-ben „Isaak” a neve. 1412-ben egyike volt a Lengyelországhoz került szepesi településeknek. 1462-ben „Isaac alias Eysdorff” néven írják. 1465-től a Szapolyai család birtoka volt. 1651-ben „Isaakfalua vulgo Zakocz” néven említik. 1787-ben 70 háza és 587 lakosa volt.
A 18. század végén Vályi András így ír róla: „ZSAKÓCZ. Falu Szepes Várm. földes Ura Gr. Csáky Uraság, réttyei posványosak, határja jó, erdeje, legelője elég van.”
1828-ban 99 házában 718 lakos élt. Lakói földműveléssel, bányászattal foglalkoztak.
Fényes Elek 1851-ben kiadott geográfiai szótárában így ír a faluról: „Zsakócz, Eisdorf, Szepes vm. német-tót f. ut. p. Késmárkhoz délre 1 mfd. 197 kathol., 501 evang. lak. Kath. és evang. szentegyház. F. u. gr. Csáky Károlynő.”
A trianoni diktátumig Szepes vármegye Késmárki járásához tartozott.
1945 után német lakosságát kitelepítették, helyükre szlovákok érkeztek.

## Népessége
| Év:            | 1994. | 2004.    | 2014.    | 2024.   |
| -------------- | ----- | -------- | -------- | ------- |
| Emberek száma: | 568   | 709      | 861      | 863     |
| Eltérés:       |       | +24,82 % | +21,43 % | +0,23 % |

| Év:            | 2023. | 2024.   |
| -------------- | ----- | ------- |
| Emberek száma: | 860   | 863     |
| Eltérés:       |       | +0,34 % |

1910-ben 596, túlnyomórészt német lakosa volt.
2001-ben 614 lakosából 595 szlovák volt.
2011-ben 871 lakosából 747 szlovák.

## Nevezetességei
- Szent Miklós plébániatemploma 1300 körül épült gótikus stílusban. A 18. században barokk stílusban átépítették.
- Evangélikus temploma 1793-ban épült.
- Egy 18. századi kastélya van.